# Tamiahua (municipalité)
La municipalité de Tamiahua est l'une des 212 municipalités de l'État de Veracruz, et est située dans la partie nord de cet État. Située le long du golfe du Mexique, elle appartient à sa plaine côtière et se trouve au nord de l'embouchure du fleuve Río Tuxpan ; elle n'est traversée que par de petits fleuves côtiers et comprend une vaste lagune. Son chef-lieu est la ville éponyme de Tamiahua. Elle dépend de la région Huasteca Alta, du nom du peuple des Huaxtèques qui y est établi, et est une des 10 subdivisions administratives de l'État de Veracruz.

## Géographie
La municipalité de Tamiahua est limitée au sud par le fleuve côtier Tecocoy. Elle est ensuite traversée par le fleuve côtier San Marcos, tandis que deux autres fleuves côtiers, le Tampache et le Río Tancochin viennent alimenter la lagune de Tamiahua. Située dans la plaine côtière du golfe du Mexique, son altitude oscille entre 10 et 300 mètres. Son chef-lieu, la ville éponyme de Tamiahua, se trouve à l'extrémité sud de la lagune de même nom, en un endroit où celle-ci s'étrécit, avant de communiquer via un chenal avec le golfe du Mexique. Son territoire couvre une superficie de 1018,5 km2, et était peuplé en 2020 de 21 902 habitants, pour une densité de 21,5 habitants par km2.
Cette municipalité est limitrophe au nord de celles de Tampico Alto et d'Ozuluama de Mascareñas, à l'ouest de celles de Tamalín, de Chinampa de Gorostiza, de Naranjos Amatlán, de Tancoco et de Cerro Azul, et au sud de celles de Álamo Temapache et de Tuxpan.

## Composition et démographie
La municipalité était composée en 2020 de 168 localités, dont une seule était considérée comme urbaine, les autres étant rurales.
| Localité            | Population |
| ------------------- | ---------- |
| Tamiahua            | 4908       |
| Estero de Milpas    | 1649       |
| El Anono            | 936        |
| Palo Blanco         | 880        |
| Tampache            | 744        |
| Reste des localités | 12 785     |
| Total population    | 21 902     |

En plus de l'espagnol, plusieurs langues amérindiennes sont parlées dans la municipalité, dont les principales sont par ordre d'importance : le nahuatl, le huastèque, le totonaque, et dans une moindre mesure l'otomí.

## Histoire
Durant la période hispanique, en 1533, Francisco Hernández de Córdoba, conquistador espagnol, ordonna la construction dans la ville Tamiahua d'une église placée sous le vocable de Santiago Apóstol el Pescador,.
En 1861, Benito Juárez ordonna le creusement d'un canal devant relier Tuxpan à la ville de Tampico. Longeant le littoral du golfe du Mexique, à l'arrière d'un cordon dunaire, celui-ci traverse les lagunes de Tampamachoco puis de Tamiahua, avant de rejoindre Tampico, dans l'embouchure du fleuve Río Pánuco.

## Économie

### Agriculture et élevage
La superficie des parcelles semées représentait en 2021 une surface totale de 7036,9 hectares, parmi lesquels 3558 hectares étaient voués à la culture du maïs, 2600 hectares étaient voués à la culture de l'orange, et 735,9 hectares étaient voués à celle de la mandarine.
En 2021, la production de viande par tonnes comprenait 3249,9 tonnes de viande bovine, 149 tonnes de viande porcine, 22,1 tonnes de viande ovine, 6,1 tonnes de volailles, et 6,1 tonnes de dinde. La superficie vouée à l'élevage représentait alors 36 649 hectares.